# Charlie Simpson
Charlie Robert Simpson (Woodbridge; 7 de junio de 1985) es un músico integrante de las bandas Fightstar, donde ejerce de voz principal, guitarrista y compositor, y Busted, donde forma parte del trío de compositores. Además, Simpson ha publicado 2 discos en solitario y un EP, todos con un sonido Folk, desmarcándose musicalmente de sus proyectos anteriores.

## Biografía

### Familia
La familia Simpson tiene una larga tradición musical, siendo herederos del músico Sir William Sterndale Bennett (por parte de madre) del 1826, el cual fue una notoria figura de la música de la época.
Así, Charlie y sus dos hermanos mayores, Will y Edd, han estado estrechamente unidos al mundo de la música - Will es el vocalista y guitarrista de Brigade y Edd es también vocalista y guitarrista de Union Sound Set.

### Educación
Estudió en tres escuelas diferentes, Brandeston Hall Preparatory School en Brandeston, Suffolk y Framlingham College en el mismo lugar, antes de completar sus estudios en Uppingham School en Rutland, donde obtuvo una beca de teatro.
Dejó la escuela después de graduarse en estudios de secundaria (GCSE). Consiguió una A* en la materia de música, gracias a una actuación que realizó en el examen dónde escogió tocar "Miss You Love" del álbum de Silverchair's Neon Ballroom. En esta última escuela también cursó Harry Judd (integrante de McFly) Ed Lamb, Stephen Fry, Johnny Vaughan y Elliot Minor. 
Cómo músico toca la guitarra, el piano, la batería y el bajo, además de cantar. En su período con Busted hacía de barítono. Con Fightstar pasó a hacer screams (gritos), además de seguir como barítono. Su voz alcanza dos de los tonos más graves de barítono hasta agudos falsettos.

## Música

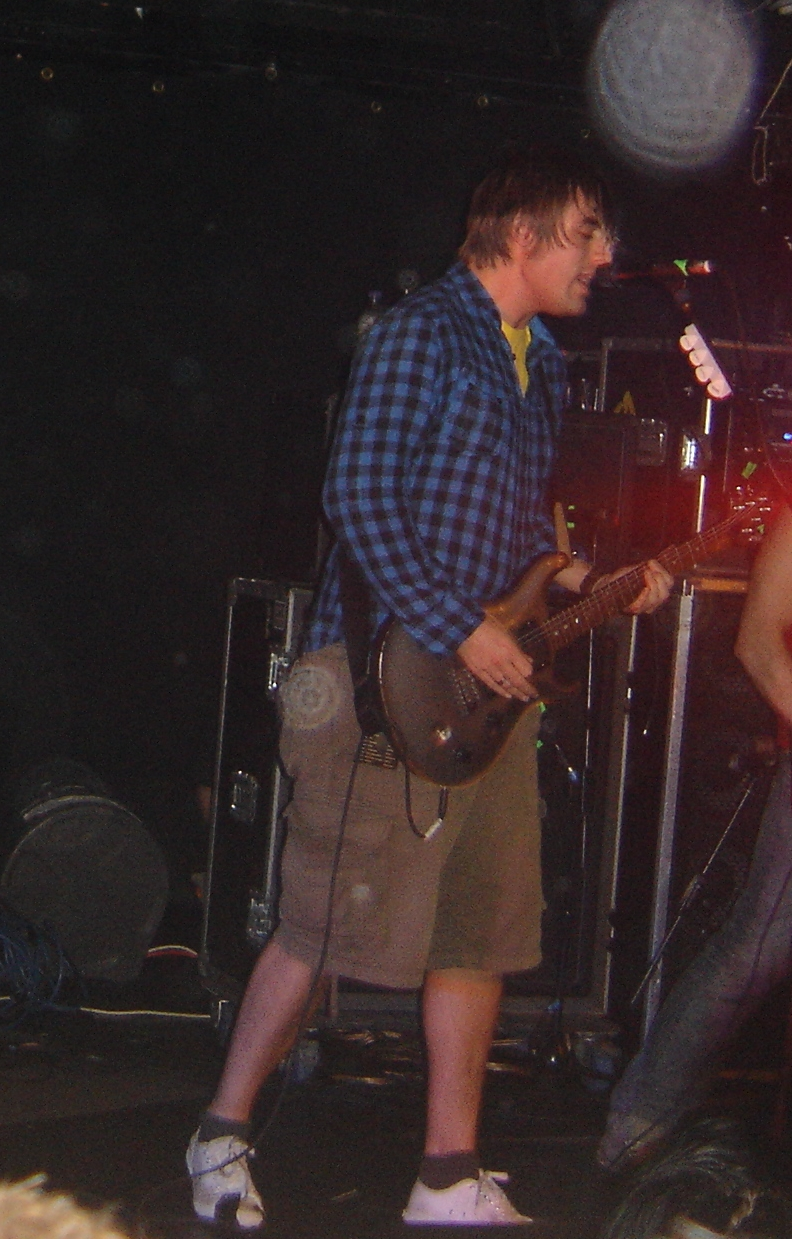
Simpson en 2009

### Busted (2001-2005. 2015-Actualidad)
En 2001 Charlie se presentó a un casting anunciado y publicado por Matt Willis y James Bourne, en la revista NME. Charlie fue escogido entre multitud de aspirantes, entre ellos Tom Fletcher, actual integrante de McFly. El grupo firmó con Island Records/Universal y el éxito fue rotundo, catapultándolos a primera línea del panorama pop del momento.
Durante su etapa con Busted alcanzó un récord Guinness cuando el grupo llenó el Wembley Arena, en Londres, durante seis noches seguidas, además de conseguir 4 números uno en las listas del Reino Unido.
En noviembre de 2015 los miembros oríginales de Busted, Charlie incluido, anuncian por Internet una reunión de la banda, que conllevará una gira en primavera de 2016, reconciliándose así Charlie con el resto de la banda después de 10 años.

### Fightstar (2003-2010. 2014-Actualidad)
En 2003 Charlie conoció a Alex Westaway en una fiesta, y tras tocar varias canciones juntos, entre ellas Kiling in the name of de Rage Against The Machine decidieron formar Fightstar, banda que inicialmente nació como proyecto paralelo a Busted para Charlie y publicaron su primer EP They liked you better when you were dead. Debido a la diferencia de estilo entre los dos grupos y la mayor madurez que adquirió Charlie - tan solo tenía 15 años cuando entró en Busted - decidió dejar el exitoso grupo para centrarse en Fightstar, alegando que era realmente lo que le llenaba y lo que necesitaba entonces. Debido al enorme impacto mediático que tenía el grupo en el Reino Unido, la noticia fue acogida con gran variedad de crítica, desde los comentarios más duros hasta el más profundo respeto por la decisión. 
De éstos momentos, Charlie Simpson comenta: "Tenía como 15 años cuando todo lo de Busted comenzó - fue como una broma, ellos eran dos chicos que parecían simplemente querer divertirse, nada serio. Yo estaba en la escuela, se me ofreció la oportunidad y lo único que pensé fue 'Qué más da, la cogeré - ¿Qué podía pasar?'. Y de repente explotó en todo aquel éxito masivo. Yo pensaba para mí que lo único que importaba era la felicidad en el ámbito musical. Suena cursi, pero al final del día, podría haber ganado mucho más dinero del posible con Busted, pero eso no me importaba nada"
El 16 de enero de 2005, Charlie Simpson estaba tocando con Fightstar en un concierto. Ya se sabía que Charlie dejaba Busted.
Los fanes de Busted estaban muy enfadados con Charlie, así que decidieron hacérselo saber; durante el concierto unas fanes le echaron pintura por encima, pero los fanes no tenían suficiente.
Un rato más tarde desde el público salió volando un objeto en dirección a Charlie. Le dio. Parecía dolorido y confuso, pero siguió tocando, lo que demostró su gran profesionalidad como músico.
Tras dejar atrás Busted, Fightstar publica su primer disco: Grand Unification el 13 de marzo de 2006 del cual se extrajeron 4 singles: Paint Your Target, Grand Unification Pt. 1, Waste a Moment y Hazy Eyes
En 2007, Charlie junto a Fightstar publica One Day Son, This Will Be All Yours, el cual permanece continuista conforme a Grand Unification en cuanto a estilo musical, Metal Alternativo y Post Hardcore muy influenciado por bandas como Deftones o Funeral For a Friend de las cuales la banda posteriormente realizaría covers de canciones suyas en su siguiente trabajo, el cual además incluiría canciones descartadas por la banda: Alternate Endings (2008).
En 2009, Charlie saca junto a Fightstar su tercer álbum de estudio, Be Human el cual era musicalmente mucho más variado que sus predecesores y se atrevía a experimentar con sonidos orquestales y melodías más asociadas al Rock Alternativo o a ciertos sonidos Pop que recordaban a sus últimos trabajos con Busted, sin dejar de tener elementos del Metal y el Punk moderno, típico de la banda. Tras la publicación de Be Human, la banda en 2010 anuncia una separación temporal para centrarse en otros proyectos que tenían pendientes los miembros de la banda
Tras 4 años de hiato indefinido, la banda anuncia su regreso en 2014 por medio de un comunicado en redes sociales, indicando en el cual una serie de conciertos de reunión celebrando con esto los 10 años como banda. Además afirmaron que entrarían inmediatamente al estudio a producir un nuevo álbum. El resultado fue Behind The Devil's Back, publicado en octubre de 2015, el cual recuperaba la esencia de los primeros discos, siendo un sólido trabajo de Metal Alternativo el cual además tenía parecidos al Grand Unification incluso en la portada, ambos con estilo oriental.

### Otros trabajos
En 2025, varios informes indicaron que Simpson estaba detrás de la banda de metal anónima President.

## Discografía

### Con Busted
- Busted (2002)
- A Present For Everyone (2003)
- Red Room Sessions (2003)
- Busted (compilacion) (2004)
- A Ticket for Everyone: Busted Live (2004)
- Night Driver (2016)
- Half Way There (2019)
- Greatest Hits 2.0 (compilacion) (2023)

### Con Fightstar
- They Liked You Better When You Were Dead (EP) (2005)
- Grand Unification (2006)
- One Day Son, This Will All Be Yours (2007)
- Alternate Endings (compilación) (2008)
- Be Human (2009)
- Behind the Devil's Back (2015)

### Solo discographia
- When We Were Lions (EP) (2010)
- Young Pilgrim (2011)
- Long Road Home (2014)
- Little Hands (2016)
- Hope is a Drug (2022)
- Kifaru (EP) (2023)

### Apariciones como invitados
- Band Aid 20 - Do They Know It's Christmas? (Mercury, 2004); vocals
- This is Menace - The Scene is Dead (Fourth Wall Records, 2007); vocals
- Cry for Silence - The Glorious Dead (Visible Noise, 2008); vocals
- Laruso - A Classic Case of Cause and Effect (Laruso/Authority Recordings Ltd. 2009); vocals
- The Travis Waltons - Seperation Season (BFF Records, 2015); vocals
- Gunship - Gunship (INgrooves, 2015); vocals
- Gunship - Unicorn (Gunship Music, 2023); vocals